# Fjällkrabbspindel
Fjällkrabbspindel (Xysticus albidus) är en spindelart som beskrevs av Grese 1909. Fjällkrabbspindel ingår i släktet Xysticus och familjen krabbspindlar. Arten är reproducerande i Sverige. Inga underarter finns listade i Catalogue of Life.